# Lavandula erythraeae
Lavandula erythraeae là một loài thực vật có hoa trong họ Hoa môi. Loài này được (Chiov.) Cufod. mô tả khoa học đầu tiên năm 1969.